# Severobaikalsk
Severobaikalsk (en rus: Северобайкальск; en buriat: Хойто-Байгал, Khojto-Bajgal) és una ciutat de la República de Buriàtia, a Rússia.

## Geografia
Severobaikalsk es troba a la riba nord-oest del llac Baikal, a la desembocadura del riu Tíia i a 438 km al nord d'Ulan-Udè.

## Història
La vila fou fundada durant la dècada de 1970 per als treballadors de la construcció de la via ferroviària de Baikal-Amur. Finalment rebé l'estatus de ciutat el 1980.